# Nàhuatl
El nàhuatl, nahua o mexicà és una macrollengua uto-asteca que es parla a Mèxic i l'Amèrica Central. Existeix, almenys, des del segle v, si bé, quan es van diferenciar l'uto-asteca de el sud i el proto-nahua (c. segle iii), va començar a ser possible parlar nàhuatl en sentit estricte. En l'actualitat, l'idioma mexicà és la llengua autòctona de Mèxic amb major nombre de parlants, amb prop de tres milions, la majoria bilingüe amb el castellà o trilingüe amb l'anglès.
Amb l'expansió de la cultura coyotlatelca durant els segles V i VI d. C. a Mesoamèrica, la llengua va començar la seva ràpida difusió per l'Eix Neovolcànic i es va estendre per la costa del Pacífic. Va ser així com va donar origen al potxutec i a una altra branca a la regió geogràfica de Veracruz que més tard donaria origen al nàhuat de Centreamèrica. A poc a poc, el nàhuatl va començar a imposar-se a altres llengües mesoamericanes fins convertir-se en lingua franca de bona part de la zona; en una primera etapa es va difondre a l'àrea central de Mèxic gràcies als tecpaneques; posteriorment, en una segona etapa, que va tenir lloc a partir de segle xv aquesta llengua es va expandir en tots els territoris dominats per l'Imperi mexica.
Durant els segles que van precedir la conquesta espanyola i tlaxcalteca de l'Imperi mexica, els mexiques havien incorporat als seus dominis gran part de el centre de Mèxic. La influència imperial va convertir a la variant del nàhuatl que parlaven els habitants de Mèxic-Tenochtitlan, capital de l'imperi, en llengua de prestigi en la regió de Mesoamèrica. Després de l'arribada dels espanyols a Mèxic, es va sistematitzar la gramàtica del nàhuatl, que fins llavors no tenia grafia llatina. Els espanyols van escriure moltes cròniques, gramàtiques, obres poètiques i documents administratius en nàhuatl durant els segles xvi i XVII. Aquesta primerenca pràctica escrita, generalment basada en la variant de Tenochtitlan, ha estat denominada nàhuatl clàssic i és una de les llengües més documentades i estudiades d'Amèrica. A causa de la popularitat de l'idioma i, en part, a l'expansió territorial a causa dels conqueridors, el rei Felip II va establir el nàhuatl com a llengua oficial del Virregnat de Nova Espanya.
Actualment, diverses variants del nàhuatl es troben en comunitats disperses, principalment en àrees rurals de el centre de Mèxic i al llarg de la costa del Golf. Cal esmentar, però, que el nàhuatl està dividit en 28 variants o dialectes (cadascun amb un codi ISO/DIS 639-3 o SIL diferenciat, encara que agrupats dintre del codi ISO 639-2 nah), els quals són, segons el dialecte, mútuament intel·ligibles. La regió de la Huasteca concentra una gran part dels parlants de mexicà. Cap de les variants contemporànies és idèntica al nàhuatl clàssic, encara que les variants centrals, parlades al voltant de la Vall de Mèxic, estan més estretament relacionades amb aquest que les de la perifèria.

## Classificació lingüística
El nàhuatl pertany a la família uto-asteca, que té una divisió prehistòrica en «uto-asteca del nord» i «uto-asteca del sud». D'aquesta darrera branca se'n van desenvolupar quatre grups, d'entre aquests, el grup «nahuatlà», «nahuà» o «astecà» és qui origina la llengua nàhuatl. La divisió es donaria en el moment en què va aparèixer el Proto-nahua, que és l'ancestre de totes les variants de nàhuatl. Segons alguns autos, la primera divisió del proto-nahua va originar el ja extingit pochutec o poxutlecatl, tot i que d'altres autors nord-americans l'anomenen General Aztec o nàhuatl nuclear, segons l'INALI, que a la vegada es divideix en dues branques: Nàhuatl Occidental i Nàhuatl Oriental; per acabar, la branca occidental es divideix en Nàhuatl de la Perifèria Occidental i Nàhuatl Central. Totes les variants dialectals actuals es desprenen d'aquests grups.
La sub-classificació actual del nàhuatl es basa en les investigacions de Canger (1980, 1988) i Lastra de Suárez (1986). Canger va introduir inicialment l'esquema d'una agrupació central i dos grups perifèrics; Lastra va concordar amb aquesta noció tot i que difereix en alguns detalls. Canger i Dakin (1985) van replantejar una divisió bàsica més antiga de la comunitat de parlants del proto-nahua en només dues branques, la Occidental i l'Oriental, per així poder justificar i comprendre les variacions de les orientals que mostren una major profunditat temporal. Canger originàriament va considerar la zona central com una sub-àrea innovadora dins la branca occidental, però al 2011, va suggerir que aquesta va aparèixer com una llengua koiné urbana amb característiques de totes dues àrees, tant occidental com oriental. Canger (1988) va incloure provisionalment els dialectes de la Huasteca al grup central, mentre que Lastra de Suárez (1986) els situa a la perifèria oriental; Kaufmann (2001) i la majoria d'investigadors actuals accepten aquestes conclusions.
Des d'un punt de vista tipològic, ressalta la seva importància com a exemple de llengua polisintètica i aglutinant, particularment en la morfologia verbal i en la formació del lèxic. Tipològicament és, a més, una llengua de nucli final, en què el modificador acostuma a precedir al nucli modificat.

## Divisió dialectal
La llengua nàhuatl és parlada als estats de Jalisco, Michoacán, Morelos, Guerrero, Hidalgo, Puebla, Tlaxcala, San Luís Potosí i Veracruz. Es divideix en els següents dialectes:
- Central, als estats de Tlaxcala i Puebla, 63.000 parlants el 1986.
- Coatepec, a l'estat de Mèxic, 3.500 parlants el 1977.
- Durango, als municipis de San Pedro de la Jicoras i San Buenaventura (Durango); 800 parlants el 1983.
- Guerrero, al riu Balsas (Guerrero); uns 300.000 parlants el 1991.
- Huasteca Oriental, centrat a Huautla (Hidalgo) i també a Puebla i Veracruz, en 1.500 llogarrets. Uns 328.451 parlants segons dades del 2005.
- Huasteca Occidental, centrat a Tamazunchale (San Luís Potosí) i a Hidalgo, en uns 1.500 llogarrets. Uns 400.000 parlants segons dades del 1991.
- Istme, als municipis de Mecapayan i Pajapan, al S. de Veracruz. Hi ha 50.000 parlants, d'ells 30.000 a Mecapayan i 20.000 a Pajapan.
- Michoacán, a la costa de Michoacán al voltant de Pómaro. Entre 1.700 i 1.800 parlants el 1982.
- Morelos, a l'estat de Morelos llevat de Tetelcingo. Uns 80-90.000 parlants el 1982.
- Puebla Nord, a Naupan (N. Puebla). Entre 55.000 i 60.000 parlants el 1982.
- Ometepec, al sud de Guerrero. Entre 1.500 i 2.000 parlants.
- Orizaba, a l'àrea d'Orizaba (Veracruz). Uns 120.000 parlants el 1991.
- Sierra de Puebla, al NE de Puebla. Uns 125.000 parlants el 1983.
- Puebla Sud-est, a les àrees de Chilac i San Sebastián Zinacatepec (SE de Puebla). Uns 130.000 parlants el 1991.
- Tabasco, a les viles de Cupilco i Tecominoacan (Tabasco). Només uns pocs parlants el 1977.
- Tetelcingo, a la vila d'aquest nom, Morelos. Uns 3.000 parlants el 1983
- Pipil, a l'oest d'El Salvador. Al voltant de 800 parlants.

## Història

Distribució dels nahuaparlants.

Nàhuatl (nawatl, en aquesta llengua) prové del mot nāwatlahtōlli que en català vol dir "la parla clara". El nàhuatl va ser la lingua franca de l'àrea coneguda com a Mesoamèrica que abastava la meitat de Mèxic i gairebé tota Amèrica Central des del segle vii fins a l'arribada dels espanyols en el segle xvi. Va ser la llengua que parlaven els asteques, i per això, és coneguda erròniament com la llengua asteca; també és coneguda com la llengua mexica, un altre nom per als asteques.
Abans de l'arribada dels espanyols, l'escriptura nahua o escriptura mexica era pictogràfica amb trets fonètics tipus rebus. Encara que molts escrits es van destruir durant la conquesta, es conserven escrits poètics de Nezahualcóyotl com el Nican mopohua. Després de la conquesta, es va crear un sistema d'escriptura utilitzant l'alfabet llatí i basat en el castellà antic del segle xvi. Per això, moltes paraules d'origen nahua, especialment els topònims, conserven l'ortografia clàssica, encara que la pronunciació ha evolucionat en castellà. Un clar exemple és el nom de Mèxic en castellà México: originalment, la x, representava el so fricatiu postalveolar /ʃ/ (com en català "peix").
El franciscà Juan de Zumárraga, primer bisbe de Tenochtitlán, va introduir la impremta en Nova Espanya. Aquest fet va permetre la publicació de Doctrina cristiana breve traducida en lengua mexicana, eixida de la premsa el 1546, obra de frare Alonso de Molina en nàhuatl.
El Frare Andrés de Olmos, col·laborador de Zumárraga i figura clau en la història etnogràfica lingüística mexicana, és el primer que va escriure una gramàtica en llengua nàhuatl. Una gramàtica posterior, de l'any 1645, va ser sovint emprada com a model per a mètodes d'estudi moderns. També Miguel de Guevara va escriure un vocabulari de nàhuatl, avui dia perdut.
Avui, el nàhuatl contemporani difereix del nàhuatl del segle xvi (anomenat nàhuatl clàssic), i per això es va elaborar un sistema d'escriptura conegut com a ortografia moderna, que es fa servir en l'ensenyament bilingüe de les comunitats indígenes. Això no obstant, no ha rebut total acceptació pels acadèmics que estudien el nàhuatl clàssic, ateses les diferències entre els diversos dialectes del nàhuatl, que han d'adaptar-lo a la seva fonètica particular.
Molts noms de països tenen el seu origen en la llengua nàhuatl: Mèxic (Mexihko) i Guatemala (Kwawtemallan). Hi ha un gran nombre de topònims d'origen nàhuatl a Mèxic i alguns països d'Amèrica Central.

## Ensenyament del nàhuatl

### Ensenyament del nàhuatl a Mèxic

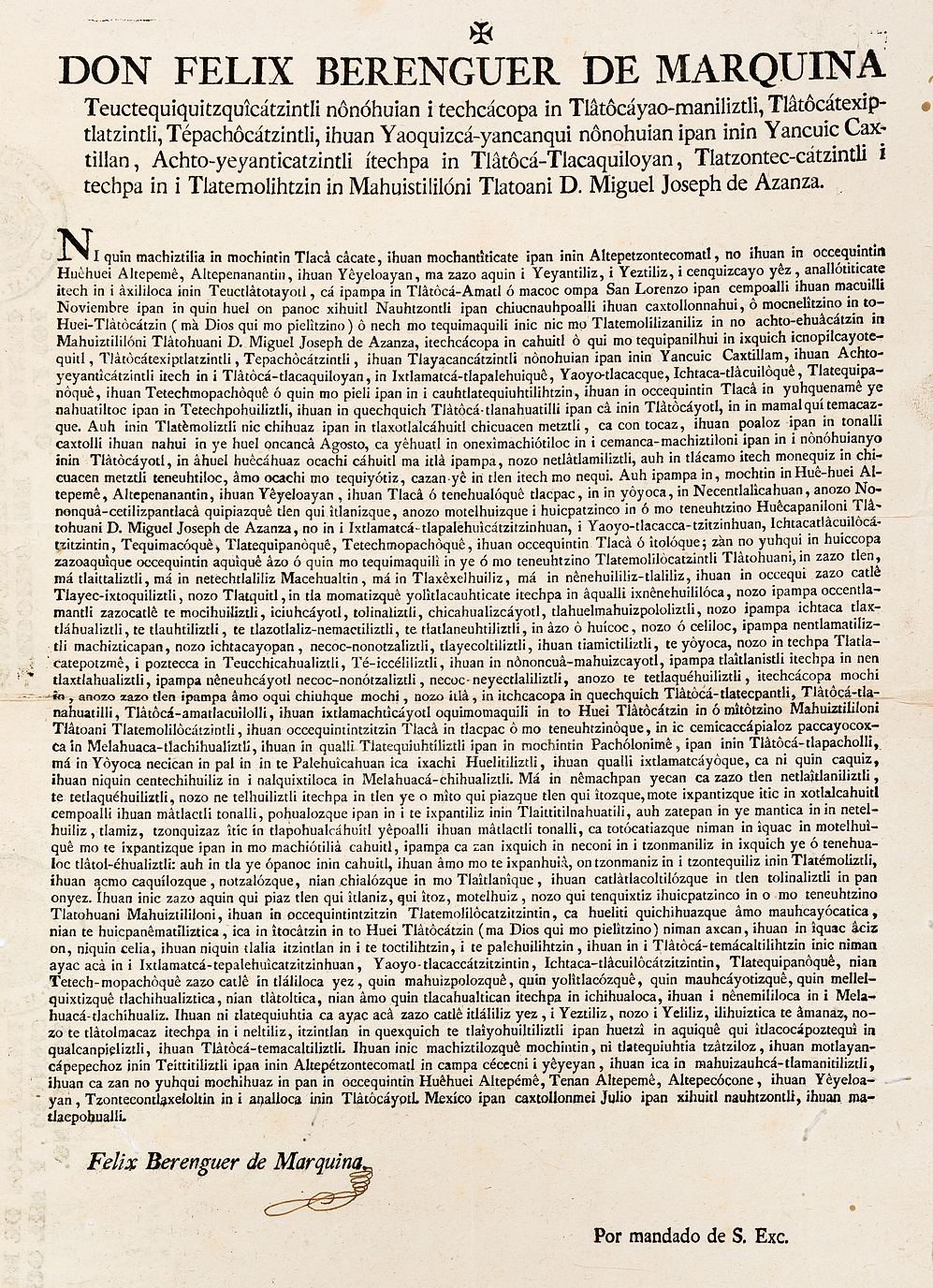
Document en nàhuatl que anuncia el traspàs de poders del virrei sortint Miguel José de Azanza a Félix Berenguer de Marquina.

Els primers indicis de l'ensenyament de l'idioma nàhuatl es remunten al període colonial espanyol, on els religiosos començaren a endinsar-se en l'estudi i ensenyament de la lingua franca més coneguda a l'Imperi mexica, els frares es veieren obligats a ensenyar la doctrina cristiana en la llengua nàhuatl, els nens mexicans aprenien als passadissos dels temples matemàtiques, doctrina cristiana i música en llur llengua materna conjuntament amb el castellà i altres llengües indígenes. A més, el nàhuatl va ser la llengua oficial de Nova Espanya per decret del rei Felip II d'Espanya.
Després de la independència de Mèxic, el nàhuatl travessà el seu pitjor moment, la llengua començà a oblidar-se i el castellà començà a ocupar espais que antigament tenia durant el període colonial, fou fins al descobriment de l'arqueologia moderna quan el nàhuatl torna a ser ensenyat a les aules universitàries del Col·legi de San Ildefonso fins a començaments del segle xx.
En la dècada dels anys 60, tot d'intel·lectuals mexicans acorden que les llengües indígenes han d'ésser ensenyades i promogudes entre els propis parlants, així sorgeixen nombrosos projectes d'educació bilingüe a les escoles rurals on hi hagués algun grup indígena, es valora la riquesa lingüística de Mèxic i comença la SEP i l'INEA a implementar programes d'alfabetització i ensenyament d'una llengua indígena de forma escrita, amb alguns escassos coneixements lingüístics sobre la gran diversitat de varietats, comença una campanya d'alfabetització envers els pobles indígenes. L'INAH fou una altra estructura governamental que plantejà les línies formals de l'ensenyament de les llengües indígenes amb base a estudis historiogràfics, lingüístics i antropològics, de manera independent, aquesta dependència influí fortament en el govern federal i fou la promotora de la creació de l'ENAH.
En construir-se la Ciutat Universitària al Pedregal de San Ángel, es recupera la càtedra per a l'ensenyament de la llengua nàhuatl clàssica, la universitat nacional acorda sobre la creació d'un institut especialitzat en aquest idioma. Hi hagué nombrosos científics per l'ensenyament escrit del nàhuatl el 1961, un d'ells fou l'intent de tenir una ortografia unificada, la qual cosa portà el SEP a determinar un alfabet modern sense avalar les diferències de sintaxi, fonètica i filologia existents entre les diferents llengües nahues de tot el país.
Després de promulgar la Llei General de Drets Lingüístics per als Pobles Indígenes l'any 2003, l'INALI començà a operar el gener del 2005. El seu objecte era promoure l'enfortiment, preservació i desenvolupament de les llengües indígenes que es parlen al territori mexicà, el coneixement i gaudi de la riquesa cultural de la nació, i assessorar els tres ordres de govern per articular les polítiques públiques necessàries en la matèria. Diverses universitats públiques i privades, tant nacionals com estrangeres, començaren a coordinar-se en aquesta matèria per impartir classes en diferents llengües indígenes, sens dubte, el nàhuatl encapçalà el lideratge dins de la promoció i difusió del seu ensenyament, esdevenint la llengua de més difusió, estatus i estudi.

Nombre de parlants per estats de Mèxic el 2020.

Per atorgar visibilitat i audibilitat a les llengües indígenes nacionals, l'INALI impulsà polítiques públiques amb els enfocaments del multilingüisme i la interculturalitat i realitzà a tot el país un procés de plantejament lingüístic a través de cinc eixos estratègics: formalització de les llengües indígenes nacionals (catalogació), normalització de l'escriptura, gramàtiques i diccionaris, lèxics especialitzats (plantejament d'un corpus), promoció del prestigi social de les LIN (plantejament d'estatus), ensenyament i aprenentatge de les LIN, i regulació de l'ús de les LIN a la vida pública i privada. Les comunitats indígenes nahues començaren a veure canvis notables en l'ensenyament de l'idioma, un d'aquests canvis fou la proposta de diferents alfabets i ortografies que s'emmotllessin a l'estructura fonològica de cada variant, alfabets que ja havien estat estudiats per l'institut lingüístic d'estiu que treballaven amb la Universitat Yale.
Encara que en l'actualitat no tingui oficialitat, a l'article 2.B.II de la Constitució de Mèxic, obté reconeixement per a l'establiment d'ensenyament bilingüe i intercultural a les comunitats d'origen nahua. La llengua, però, ha quedat gairebé exclusivament en llavis de la població rural indígena o a les aules de les universitats com a curs per a antropòlegs i historiadors. Tanmateix, actualment el nàhuatl és encara la llengua no europea més emprada (amb més de dos milions de parlants) a tot el territori mexicà.

## Descripció lingüística

### Fonologia
El nàhuatl clàssic i la majoria de varietats modernes empren les següents consonants:
|            | Bilabial | Coronal | Palatal | Velar | Labiovelar | Glotal |
| ---------- | -------- | ------- | ------- | ----- | ---------- | ------ |
| Oclusiva   | p        | t       |         | k     | kʷ         | ʔ      |
| Africada   |          |         | t͡s, t͡ɬ  | t͡ʃ    |            |        |
| Fricativa  |          | s       | ʃ       |       |            |        |
| Aproximant |          | l       | j       |       | w          |        |
| Nasal      | m        | n       |         |       |            |        |

En l'ortografia tradicional, /k/ s'escriu c davant /a/ i /o/ i qu- davant /e/ i /i/. El so /s/ s'escriu z davant /a/ i /o/, i c davant /e/ i /i/. Els fonemes /j, ʃ, ts, tʃ, tɬ/ s'escriuen simplement com y, x, tz, ch, tl. El fonema /w/ s'escriu com hu- o -uh segons si va davant o després de vocal. /kw/ s'escriu cu-, qu- o -uc segons si va abans o després de vocal. L'oclusiva glotal /ʔ/ s'omet o es marca amb un circumflex (^) o un accent greu (`) sobre la vocal precedent o més comunament s'escriu una -h després de la vocal.
El nàhuatl té quatre vocals llargues i quatre de breus, presentades en la taula següent:
|         | anteriors | anteriors | centrals | centrals | posteriors | posteriors |
|         | llarga    | curta     | llarga   | curta    | llarga     | curta      |
| ------- | --------- | --------- | -------- | -------- | ---------- | ---------- |
| alta    | iː        | i         |          |          | oː         | o          |
| mitjana | eː        | e         |          |          | oː         | o          |
| baixa   |           |           | aː       | a        |            |            |

Aquest tret és important i permet distingir molts parells de mots com tetl (pedra) i tētl (gent), cuauhtli (arbre) i cuāuhtli (àguila). Aquest tipus d'ortografia es troba en ús actiu a la versió en nàhuatl de la Viquipèdia.

## Literatura
Entre els pobles nahuas hi havia una gran estima per la poesia, anomenada «In Xōchitl In Cuīcatl», que significa «la flor i el cant» literalment, tot i que hi ha qui la interpreta com «paraula florida». La poesia era una de les activitats especialment practicada entre la classe noble. Huexotzingo, Tetzcuco i Culhuacan eren les ciutats de major anomenada per les seves poesies. Ocasionalment s'organitzaven trobades poètiques on es reunien fins i tot aquells dirigents de ciutats en guerra. El més famós va ocórrer en Huexotzingo l'any 1490, organitzat per Tecayehuatzin, senyor d'aquest lloc. Detalls d'aquesta trobada i moltes altres poesies es troben en diversos manuscrits recopilats després de la Conquesta. El més famós es diu Cantares mexicanos, i data del segle xvi. Existeix també una altra recopilació de poesia, feta per Juan Bautista Pomar, net de Nezahualcóyotl.
Bernardino de Sahagún esmenta que els mexiques gaudien de representacions dramàtiques, algunes còmiques, altres eròtiques, i d'altres sobre la vida dels seus déus; aquestes representacions es van transformar en els temps colonials amb tons cristians-sincrètics donant origen a la danses de conquesta i a les representacions de "pastorel·les" fins als nostres dies.
Dels milers de manuscrits prehispànics, només sobreviu una dotzena de còdexs, atès que els europeus tenien la creença que els pobladors indígenes eren adoradors del diable i, per tant, van cremar i van destruir pràcticament tota la seva obra.
Existeixen també relacions i documents en mexicà produïts pels «pilli» i tlacuilos, que poc després de la Conquesta van començar a aprendre a fer servir l'escriptura europea, com «Els anals de Tlatelolco» i l'original nàhuatl del Còdex Florentino.
Alguns autors novohispans com a Sor Juana Inés de la Cruz van escriure algunes obres en náhuatl. Poesia nàhuatl (Nezahualcóyotl) i Nican mopohua (Antonio Valeriano).

### Música
Els arxius musicals conventuals i catedralicis de Mèxic també donen compte de música en llengua náhuatl, tal és el cas dels motets In ilhuicac cihuapille i Dios itlaço nantzine atribuïbles a Hernando Franco i extrets del Còdex Valdés. Gaspar Fernandes, Mestre de Capella de la Catedral de Puebla al segle xvii, va compondre una enorme quantitat de nadales en mexicà i bilingües en mexicà i castellà; diversos d'ells es troben en el "Cançoner Musical de Gaspar Fernandes", important document conservat a l'Arxiu Musical de la Catedral de Oaxaca.
Xochipitzahuatl és la cançó més popular al món nàhuatl. El cant a la verge de Guadalupe es remunta a el període colonial novohispà, es desconeix l'autor però es creu que aquesta cançó ha estat de domini popular, segons investigacions diuen que Xochipitzahuac es va començar a cantar després de les aparicions de la Mare de Déu. La cançó se segueix cantant avui dia en honor de la verge de Guadalupe, diverses agrupacions l'han cantat com un huapango o amb acompanyament instruments corda (guitarres, bandúrries o violins).
En l'actualitat, el Coro Niño Jesús (originari de Altepexi, Puebla), canta cançons tradicionals en nàhuatl com Chokani (La Llorona) en forma de cor. A més, hi ha cantants com la Mariel Gimeno que canten cançons tradicionals com, per exemple, Macochi Pitentzin. També hi ha grups que canten en nàhuatl. El grup Aves de Paso ha cantat la cançó tradicional Xiquiyehua. Hi ha grups nous que componen cançons en mexicà generalment en forma de rap, rock i metal.

## Nàhuatl i la tecnologia
Recentment el mexicà ha estat estudiat i treballat per les tecnologies de la informació i en concret pel processament de llenguatges naturals. La principal idea darrere d'aquestes aplicacions de la intel·ligència artificial al llenguatge és poder accedir a eines comunes per als llenguatges més usats, com són traductors automàtics, correctors ortogràfics i gramaticals, cercadors, reconeixement de la parla i síntesi de parla, entre molts altres. Fins al moment, el nàhuatl compta amb un traductor automàtic, un corpus paral·lel entre aquest idioma i el castellà i un segmentador morfològic.
En l'evolució de les tecnologies en aquest segle xxi, el mexicà no s'ha quedat tan endarrerit, gràcies als constants esforços per expandir la llengua a l'internet. Avui dia, aplicacions com Telegram i llocs web com la Vikipèdia es poden utilitzar en nàhuatl.

## Influència en altres llengües
La convivència de cinc segles entre el mexicà i l'espanyol a Mèxic ha tingut un impacte en les dues llengües. La influència del nàhuatl al castellà es reflecteix especialment en la gran quantitat de préstecs lèxics que l'espanyol ha pres del mexicà. En menor mesura, el castellà de Mèxic presenta marginalment alguns trets fonètics en part atribuïbles al náhuatl, incloent l'africada lateral alveolar sorda t͡ɬ, pronunciada al dígraf tl. La influència en la gramàtica al castellà de Mèxic és encara menys clara, però s'ha argumentat que podria haver influït en la freqüència de certes construccions i tendències ja presents al castellà en general.
D'altra banda l'ampli bilingüisme mexicà-espanyol entre els parlants de nàhuatl ha influït en l'idioma, tant a nivell lèxic com a nivell gramatical també.
Diverses llengües de les Filipines han adoptat una gran quantitat de nahuatlismes del castellà, especialment noms de plantes.